# ホルヘ・マータ
ホルヘ・マータ（Jorge Mata Ferradal、1970年4月26日 - ）は、スペインのプロボクサー。レオン出身。元WBO世界ミニマム級王者。スペインプロボクシング初で唯一のミニマム級世界王者。

## 来歴
1998年11月22日、マドリードでデビュー戦を行い4回判定勝ちを収めマータはデビュー戦を白星で飾った。
1998年12月20日、フアン・カルロス・ディアス・ケサーダとの対戦でキャリア初の引き分け。
2000年2月11日、WBB世界フライ級王者ウラジミール・ジャグノブ・ジュニアと対戦し、4回TKO勝ちを収め王座獲得に成功した。
2000年7月14日、レオンでWBOインターコンチネンタルミニマム級王者ドゥノイ・ペーニャと対戦し、12回判定勝ちを収め王座獲得に成功した。
2002年6月29日、バレアレス諸島パルマ・デ・マヨルカのポリデポルティーボ・ムニシパル内イベロスター・エスタディで世界初挑戦。WBO世界ミニマム級王者ケルミン・グアルディアの返上に伴い空位になったWBO世界ミニマム級暫定王座決定戦をレイナルド・フルートスと対戦し9回2分53秒TKO勝ちを収め王座獲得に成功した。
その後暫定王者扱いだったマータは正規王者に昇格した。
2002年11月22日、レオンのパラシオ・デ・ロス・デポルテス（Palacio de los Deportes de León）でハイロ・アランゴと対戦し12回3-0(117-111、115-110、116-111)の判定勝ちを収め初防衛に成功した。
2003年3月28日、マドリードのパビリオン・"ライムンド・サポルタ"でエドゥアルド・レイ・マルケスと対戦し、初黒星となる11回KO負けを喫し2度目の防衛に失敗し王座から陥落し現役引退を表明した。
2006年2月18日、レオンで3年振りの復帰戦をクリスチャン・ニクラエと対戦し6回判定勝ちを収め現役を正式に引退した。

## 獲得タイトル
- WBB世界フライ級王座
- WBOインターコンチネンタルミニマム級王座
- WBO世界ミニマム級暫定王座（防衛0=正規王者に昇格）
- WBO世界ミニマム級王座（防衛1）